# Polixeni Papapetrou
Polixeni Papapetrou (21. listopadu 1960 – 11. dubna 2018) byla australská fotografka známá svými tematickými fotografickými sériemi o totožnosti lidí. Fotografické série, které pořídila, zahrnují fanoušky Elvise Presleyho, imitátory Marilyn Monroe, drag queens, zápasníky a kulturisty a napodobovala fotografie Lewise Carrolla, na kterých pózovala jako modelka její dcera.

## Životopis
Papapetrou se narodila v roce 1960 v řecké přistěhovalecké rodině v Melbourne. Navštěvovala University of Melbourne, na které promovala v roce 1984 v oboru umění a práva. V roce 1997 získala magisterský titul na RMIT University a doktorát na Monash University v roce 2007. Pracovala jako právnička v letech 1985 až 2001. Fotografovat začala již v roce 1987 a ve svých raných letech se zaměřila na kulturní identitu, fotografovala subkultury včetně fanoušků a imitátorů Elvise Presleyho, imitátorů Marilyn Monroe, drag queens, kulturistů, cirkusových umělců a zápasníků. V poslední době se zaměřovala na reprezentaci dětství ve fotografii.

## Umělecká praxe
Při řešení problémů identity, reprezentace a dětství využívá Papapetrou ve své práci fotografii, scénické kulisy, krajinu, kostýmy a masky. Hlavními protagonisty její práce byly její dvě děti Olympia Nelson (nar. 1997) a Solomon Nelson (nar. 1999).

## Rané dílo
Ačkoli je známá svou prací o identitě dětství, zkoumala Papapetrou další reprezentace identity. V letech 1987 až 2005 Papapetrou fotografovala fanoušky Elvise Presleyho a imitátorů Elvise Presleyho. Série Elvis Immortal pořízená v letech 1987 až 2002 zachycuje fanoušky Elvise Presleyho, kteří vzdávají hold Elvisovi k výročí jeho smrti. Elvis Immortal byl vystaven ve Státní knihovně ve Victorii (1991), Bendigo Art Gallery, Victoria (1997), Old Treasury, Melbourne (1998), Nellie Castan Gallery, Melbourne (2006) a RMIT Gallery, Melbourne (2007). Její zájem o Elvise Presleyho se rozšířil na Marilyn Monroe, klasickou ženskou ikonu, která byla stejně vlivná jako Elvis Presley. Pořídila cyklus Hledání Marilyn (2002). Nezaměřovala se již na fanoušky a oddané jako v případě cyklu Elvise Immortala, ale zkoumala myšlenky na Marilyn Monroe jako na hollywoodský výtvor, existující pouze jako stvořená identita a někoho, jehož identita se neustále měnila v závislosti na tom, co se od ní očekávalo. Hledání Marilyn bylo poprvé představeno v Monash Gallery of Art (2002) a Nellie Castan Gallery (2006).
Na počátku 90. let Papapetrou fotografovala zápasníky a kulturisty na soutěžních akcích. Se zájmem o cirkusový život Papapetrou fotografovala na počátku 90. let v cirkusu Silvers and Ashtons v Melbourne. Fotografovala také drag queens v tehdejším nočním klubu Trish v severním Melbourne a na každoročním světovém plesu Miss Alternative, který se konal v prostorách San Remo Ball v Melbourne. Tato raná díla byla uvedena na výstavě A Performative Paradox v Centru současné fotografie v Melbourne v roce 2013.
V letech 1995 až 2002 se Papapetrou zajímala o konstrukce identity založené na těle a oděvu a zkoumala toto téma pomocí obrazů drag queens a kulturistů. V dokumentu Curated Bodies (1996) se zamýšlela nad biologickými a sociálními konstrukcemi pohlaví. Kurátoři byli představeni v Centru pro současnou fotografii, Melbourne (1996). V Body / Building (1997–2002) se zamýšlela nad tím, jak byli kulturisté schopni přeměnit své tělo dietou a cvičením. Umístila obrazy kulturistů proti obrazům neoklasické architektury, aby vytvořila spojení mezi klasickými řeckými představami o ideálním těle a architektuře. Cyklus Body / Building byl vystaven v Australian Center for Photography, Sydney (1997) a na výstavě „Fair Game“ v National Gallery of Victoria, Melbourne (2003).

## Téma dětství
V roce 2002 začala Papapetrou zkoumat reprezentaci dětské identity. Papapetrou poznamenala, že při fotografování dětí zkoumá stav dětství v jeho různých podobách. Při pohledu na děti, které mění tvary, je fascinována jejich transformačním procesem a tím, jak se jejich identita vyvíjí, transformuje prostřednictvím hraní rolí a morfuje, jak rostou. V prvním díle se svou tehdy čtyřletou dcerou (Phantomwise v roce 2002) měla Olympia sérii masek, které zakrývaly její tvář nad nosem, ale umožňovaly odhalit její ústa a uši. Papapetrou se zajímá o transformační a performativní funkci masky a o to, jak může přesouvat subjekt i fotografii od „skutečného“ k „imaginárnímu“. Phantomwise byl vystaven jako Olympia Masked Ballarat Fine Art Gallery (2002), Photographica Australis, Sala De Exposiciones Del Canal De Isabel II, Madrid, Španělsko (2002), Thajská národní galerie, Bangkok (2003) a Singapurské muzeum umění, Singapur (2003).
Série umělkyně Dreamchild (2003) byla založena na fotografiích Charlese Dodgsona z 19. století, běžněji známém jako Lewis Carroll, autor Alenky v říši divů. Postava ji přitahovala k opětovnému inscenování Dodgsonových fotografií, protože jeho zobrazení oblékacích her – her, které děti hrají v každodenním životě a často je předvádějí před fotoaparátem – charakterizovalo zážitek překročení hranice, který se ve fotografii vyskytuje. Fotografovala svou dceru Olympii v různých šatech – orientálních, středovýchodních, viktoriánských a dalších exotických kostýmech. Dreamchild byl vystaven v Bendigo Art Gallery, Victoria (2003) Stills Gallery, Sydney (2004), Monash University Museum of Art, Melbourne (2004), Australian Center for Photography, Sydney (2005) a 'Le Mois de la Photo', 9. Montreal Photography Biennale, Montréal (2005).
V seriálu Wonderland (2004) Papapetrou zkoumala psychologickou a fyzickou přítomnost ve fiktivní roli, do které vstoupila její dcera. Při inscenaci fotografií pro Říši divů si Papapetrou vypůjčila tradici divadla a použila scénické kulisy založené na ilustracích, které se objevily v původní publikaci Alenka v říši divů od Sira Johna Tenniela. Wonderland byl vystaven na Stills Gallery, Sydney (2004), „Le Mois de la Photo“, 9. Montreal Photography Biennale, Montréal (2005), Bathurst Regional Art Gallery, New South Wales (2005), Monash University Gallery (2006), Galerie Te Tuhi, Manukau City, Nový Zéland (2007), Roger Williams Contemporary, Auckland (2007) a Warnambool Art Gallery (2008).
V roce 2006 přesunula Papapetrou svou práci z říše fantazie do přírodního světa. Pro děti to vypadalo jako vhodný krok, jak děti stárly a jejich zkušenosti se světem se posunuly od imaginativního vnitřního světa oblékání a předstírání k pragmatičtějšímu zážitku se světem mimo domov. Seriál Haunted Country (2006) byl inspirován skutečnými a fiktivními příběhy devatenáctého století o dětech, které se ztratily v australské buši. Papapetrou chodila na místa nejznámějších zmizení, kde inscenovala a fotografovala scény. Zamýšlela se nad tím, jaké fyzické a psychologické okolnosti mohly být pro tyto ztracené a putující děti.
Cyklus Haunted Country byl vystaven v galeriích Foley, New York (2006), Johnston Gallery, Perth (2006), Williams Contemporary, Auckland (2007), Nellie Castan Gallery, Melbourne (2007), The National Art Center, Tokyo (2008), Museum of Photographic Arts, San Diego (2007), Aperture Foundation, New York (2007), De Cordova Museum and Sculpture Park, Lincoln, Massachusetts (2008) a McClleland Gallery and Sculpture Park, Victoria (2008).
Cyklus Games of Consequence (2008) je založen na autorčiných vzpomínkách na hry z dětství, události, které se jí staly, a pocitech, které zažívala při dospívání. Proces dospívání v moderním světě změnil zkoumání osobní individuality, byl jejím dalším přirozeným krokem. Zkoumáním jejích vzpomínek na hry, k nimž došlo na místech mimo domov, chtěla přemýšlet o svobodě, kterou si děti její generace užívaly v těchto tajemných prostorech. Seriál byl uveden v Národním uměleckém centru v Tokiu (2008), FotoFreo Fremantle Festival of Photography, Perth (2008), Foley Gallery, New York (2008) a Nellie Castan Gallery, Melbourne (2008).
V návaznosti na diskusi o Art Monthly Australia Papapetrou přijala praxi zakrývání tváří svého subjektu. Chtěla, aby její fotografie dětí přesahovaly uznávanou identitu subjektu, aby mohla o dětství mluvit univerzálnějším způsobem. Skrytím identity nositele maskou by to mohlo rozšířit čtení subjektu jako univerzální postavy, maskovaná osoba nepředstavuje nikoho konkrétního, ale nikoho nebo všechny. Papapetrou použila masku ve svých dílech Mezi světy (2009), The Dreamkeepers (2012), The Ghillies (2013) a Lost Psyche (2014). Převleky, masky a oblečení, které nosí postavy na těchto obrázcích, mění mladá těla na starší, děti na zvířata nebo na antropomorfní postavy. Papapetrou vystavovala Between Worlds and The Ghilies v Jenkins Johnson Gallery v New Yorku. Cyklus Ghillies byl uveden na 13. mezinárodním fotografickém festivalu Dong Dong Gang v Jižní Koreji (2014); Evropském měsíci fotografie v Aténách a Berlíně.
V Lost Psyche (2014) Papapetrou evokuje ztracenou minulost symbolických rolí, které jsou na konci svého místa v historii. Pomocí malovaných scénických kulis, praxe, ke které se po 10 letech vrací, maskám, kostýmům a dětským modelům, váží přetrvávání některých historických podmínek a zmizení ostatních. Ztracené části psychiky jsou poeticky rekonstruovány prostřednictvím metafor dětství – což je pro dospělé také vzpomínka. V roce 2016 vytvořila sérii Eden dokončující cyklus fotografování své dcery a přátel od dětství po dospělost.

## Výstavy
Práce Papapetroua o dětství byla široce vystavována na významných mezinárodních fotografických festivalech, včetně: „Photolux Festival of Photography“, Lucca (2017); „Evropský měsíc fotografie“, Berlín (2016); „Daegu Photo Biennale, Korea“ (2016); „Evropský měsíc fotografie, Atény“ (2016), Dong Gang International Photo Festival, Yeongwol, Jižní Korea (2014); „Fotografica Bogota“, Kolumbie (2013); „Photofestival Noorderlicht“, Nizozemsko (2012); „3rd Biennale Photoqua'i at Le musée du quai Branly, Paris (2011); „Měsíc fotografie, Bratislava (2010); Mezinárodní fotografický festival Pingyao, Pingyao, Shanxi, Čína (2010); „Athénský festival fotografie“ (2010); Fotofreo, Fremantle Festival of Photography, Perth, (2008); „Seoul International Photography Festival“, Soul (2008); „Le Mois de la Photo“, Montreal (2005).

## Kontroverze
Autorčiny fotografie její dcery vyvolaly polemiku. V lednu 2007 městská rada v Gosfordu uzavřela výstavu Changeling: Childhood and the Uncanny v Regionálním galerijním umění Gosford o týden dříve. Návštěvníci galerie si měli před provedením vlastního úsudku přečíst text, že pózy „komponovalo samotné dítě“. V červenci 2008 byla fotografie dcery Papapetrouové z roku 2003 inspirované fotografií Beatrice Hatch od Charlese Dodgsona uvedena na obálce Art Monthly Australia. Papapetrou se dostala pod palbu tehdejšího australského předsedy vlády Austrálie Kevina Rudda, který řekl, že „takové věci nemůže vystát“, s odkazem na fotografii nahé Olympie. Olympia odpověděla, že byla uražena tím, co o snímku Kevin Rudd řekl.

## Nemoc a smrt
Papapetrou byla v roce 2007 diagnostikována rakovina prsu. Zotavila se, ale o pět let později došlo k relapsu. Na konci roku 2012 jí bylo řečeno, že jí zbývá jen několik dní života. Přestěhovala se zpět domů, aby získala paliativní péči. Žila ještě více než pět let a zemřela v dubnu 2018 ve věku 57 let.

## Uznání
Výstavy autorčiných děl byly uskutečněny v australském Centru pro fotografii v Sydney v roce 2011 (Tales from Elsewhere) a v Centru pro současnou fotografii v Melbourne v roce 2013 na výstavě „A Performative Paradox“.

## Knihy
- Naomi Rosenblum, A History of Women Photographers, Abbeville Press, New York, 2010[41]
- Anne Marsh, Look: Contemporary Australian Photography, Palgrave MacMillan Australia, 2010[42]
- Anne Higonnet, Rachel Lafo, Kate Dempsey (ed.), Presumed Innocence: Photographic Perspectives of Children, DeCordova Museum and Sculpture Park, Massachusetts, 2008[43]
- Susan McCulloch, The New McCulloch's Encyclopedia of Australian Art, The Meigunyah Press and Australian Art Editions, Melbourne, 2006[44]
- Martha Langford, Mirroring Ourselves, Recasting Otherness, After Alice: Angela Grossman and Polixeni Papapetrou, Image and Imagination, ed. Martha Langford, McGill-Queens University Press, Montreal & Kingston, 2005[45]
- Anne Marsh, The Child and the Archive, The Darkroom: Photography and the Theatre of Desire, Macmillan, Melbourne, 2003[46]